# Gaetano Cesari
Gaetano Cesari, född 1870, död 1934, var en italiensk musikforskare och kritiker.
Cesari utbildades vid konservatoriet i Milano, och verkade därefter som orkestermusiker men blev senare musikkritiker på tidningen Corriere della Sera. Han blev även musikhistorisk forskare och bibliotekarie vid Liceo Giuseppe Verdi i Milano och var från 1915 medlem av undervisningsdepartementets kommission för musikundervisning. Cesari har bland annat utgivit Di Entstehung des Madrigals im 16. Jahrhundert (1908) och arbetade senare med en upplaga av Claudio Monteverdis verk.